# Prix Octave-Douesnel
Groupe II
Le Prix Octave-Douesnel est une course hippique de trot attelé se déroulant au mois de décembre sur l'hippodrome de Vincennes.
C'est une course de Groupe II réservée aux poulains de 4 ans, hongres exclus, ayant gagné au moins 32 000 €. Jusqu'en 2003, l'épreuve était ouverte aux femelles.
Elle se court sur la distance de 2 700 mètres (grande piste), départ volté. L'allocation s'élève à 120 000 €, dont 54 000 € pour le vainqueur.
Son équivalent pour les pouliches, le Prix Ariste-Hémard, se dispute le même jour.
Créée en 1947,, la course honore la mémoire d'Octave Douesnel (1830-1904), propriétaire et éleveur à Mondeville — en banlieue de Caen —, commune dont il est maire de 1890 à 1897. Il est membre du comité de la Société du demi-sang jusqu'en 1903.

## Palmarès depuis 1966
| Année | Vainqueur          | Père             | Driver                | Entraîneur                  | Réd.km |
| ----- | ------------------ | ---------------- | --------------------- | --------------------------- | ------ |
| 2024  | Kanto Avis         | Ready Cash       | Benjamin Rochard      | Marc Sassier                | 1'12"3 |
| 2023  | Jushua Tree        | Bold Eagle       | Jean-Michel Bazire    | Jean-Michel Bazire          | 1'12"8 |
| 2022  | Instrumentaliste   | Ready Cash       | Gabriele Gelormini    | Sébastien Guarato           | 1'12"5 |
| 2021  | Hohneck            | Royal Dream      | François Lagadeuc     | Philippe Allaire            | 1'12"6 |
| 2020  | Gu d'Héripré       | Coktail Jet      | Franck Nivard         | Philippe Billard            | 1'12"7 |
| 2019  | Face Time Bourbon  | Ready Cash       | Björn Goop            | Sébastien Guarato           | 1'14"6 |
| 2018  | Earl Simon         | Prodigious       | Franck Ouvrie         | Jarmo Niskanen              | 1'13"  |
| 2017  | Django Riff        | Ready Cash       | Yoann Lebourgeois     | Philippe Allaire            | 1'15"2 |
| 2016  | Carat Williams     | Prodigious       | David Thomain         | Sébastien Guarato           | 1'13"1 |
| 2015  | Bold Eagle         | Ready Cash       | Franck Nivard         | Sébastien Guarato           | 1'12"9 |
| 2014  | Aladin d'Écajeul   | Quaker Jet       | Éric Raffin           | Sébastien Guarato           | 1'14"8 |
| 2013  | Village Mystic     | Love You         | Louis Baudron         | Louis Baudron               | 1'14"3 |
| 2012  | Un Mec d'Héripré   | Orlando Vici     | Matthieu Abrivard     | Fabrice Souloy              | 1'15"  |
| 2011  | Treskool du Caux   | Kool du Caux     | Tony Le Beller        | Tony Le Beller              | 1'14"1 |
| 2010  | Séréno             | Ténor de Baune   | Patrice Lebouteiller  | Patrice Lebouteiller        | 1'14"3 |
| 2009  | Ready Cash         | Indy de Vive     | Franck Nivard         | Philippe Allaire            | 1'15"8 |
| 2008  | Qualmio de Vandel  | Gobernador       | Thierry Duvaldestin   | Thierry Duvaldestin         | 1'14"2 |
| 2007  | Prodigious         | Goetmals Wood    | Jean-Philippe Dubois  | Jean-Philippe Dubois        | 1'17"2 |
| 2006  | Olitro             | Ganymède         | Jos Verbeeck          | Jean-Pierre Dubois          | 1'14"5 |
| 2005  | Natif de l'Hommée  | Hello Jo         | Jean-Michel Bazire    | Sébastien Guarato           | 1'15"1 |
| 2004  | Magot du Ravary    | Cygnus d'Odyssée | Dominik Cordeau       | Dominik Cordeau             | 1'17"9 |
| 2003  | Lulo Josselyn      | Ténor de Baune   | Thierry Duvaldestin   | Thierry Duvaldestin         | 1'18"5 |
| 2002  | Krac Spécial       | Cezio Josselyn   | Ulf Nordin            | Ulf Nordin                  | 1'15"8 |
| 2001  | Jag de Bellouet    | Viking's Way     | Christophe Gallier    | Christophe Gallier          | 1'16"2 |
| 2000  | Ipson de Mormal    | Biesolo          | Ulf Nordin            | Ulf Nordin                  | 1'17"  |
| 1999  | Hulk des Champs    | Blue Dream       | Pierre Goignard       | Philippe Allaire            | 1'16"  |
| 1998  | Gala de Varenne    | Sancho Pança     | René Mascle           | René Mascle                 | 1'17"  |
| 1997  | Froda Josselyn     | Lurabo           | Jean-Michel Bazire    | Laurent Goncalves-Fernandes | 1'17"8 |
| 1996  | Easy du Chêne      | Passionnant      | Jean-Philippe Mary    | Jean-Philippe Mary          | 1'17"9 |
| 1995  | Dahir de Prélong   | Fakir du Vivier  | Bertrand Lefèvre      | Bertrand Lefèvre            | 1'17"1 |
| 1994  | Capitole           | Passionnant      | Bernard Oger          | Léopold Verroken            | 1'15"6 |
| 1993  | Best Bourbon       | High Echelon     | Jean-Philippe Dubois  | Jean-Philippe Dubois        | 1'17"3 |
| 1992  | As du Clos         | Kairon           | Jules Lepennetier     | Jules Lepennetier           | 1'17"4 |
| 1991  | Vourasie           | Fakir du Vivier  | Bernard Oger          | Léopold Verroken            | 1'16"7 |
| 1990  | Ultra Ducal        | Buffet II        | Paul Viel             | Paul Viel                   | 1'19"8 |
| 1989  | Takima             | Chambon P        | Jan Kruithof          | Jan Kruithof                | 1'19"8 |
| 1988  | Sancho Pança       | Chambon P        | Joël Hallais          | Joël Hallais                | 1'18"9 |
| 1987  | Rafale             | Képi Vert        | Jean-Pierre Viel      | Jean-Pierre Viel            | 1'18"9 |
| 1986  | Quadrophénio       | Dekeel           | Daniel Béthouart      | Daniel Béthouart            | 1'18"5 |
| 1985  | Petit Sam          | Florestan        | Jean-René Gougeon     | Jean-René Gougeon           | 1'20"8 |
| 1984  | Ogorek             | Borgia III       | Jean-Lou Peupion      | Jean-Lou Peupion            | 1'19"1 |
| 1983  | Natacha du Buisson | Amyot            | Léopold Verroken      | Léopold Verroken            | 1'21"5 |
| 1982  | Marybée            | Buffet II        | Jean Mary             | Jean-François Mary          | 1'21"3 |
| 1981  | La Bourrasque      | Buffet II        | Jean-Pierre Viel      | Jean-Pierre Viel            | 1'19"3 |
| 1980  | Katinka            | Kerjacques       | Jean-René Gougeon     | Jean-René Gougeon           | 1'20"8 |
| 1979  | Javaza             | Tokyo            | Marcel Delaunay       | Marcel Delaunay             | 1'19"3 |
| 1978  | Idéal du Gazeau    | Alexis III       | Eugène Lefèvre        | Eugène Lefèvre              | 1'18"9 |
| 1977  | Hadol du Vivier    | Mitsouko         | Jean-René Gougeon     |                             | 1'20"  |
| 1976  | Girl Blanche       | Seddouk          | Gérard Mascle         |                             | 1'20"9 |
| 1975  | Fakir du Vivier    | Sabi Pas         | Michel-Marcel Gougeon |                             | 1'21"1 |
| 1974  | Éléazar            | Kerjacques       | Léopold Verroken      |                             | 1'21"2 |
| 1973  | Daline N           | Seddouk          | Gérard Mascle         |                             | 1'22"  |
| 1972  | Cotentin           | Paléo            | Jean-René Gougeon     |                             | 1'19"7 |
| 1971  | Bill D             | Kerjacques       | André-Louis Dreux     |                             | 1'19"5 |
| 1970  | Amyot              | Garde Moi        | Jean-René Gougeon     |                             | 1'20"2 |
| 1969  | Vinci II           | Jamin            | Roman Krüger          |                             | 1'21"3 |
| 1968  | Upsalin            | Écusson          | Louis Sauvé           |                             | 1'19"6 |
| 1967  | Tony M             | Horus L          | Roman Krüger          |                             | 1'21"  |
| 1966  | Sans Atout II      | Vermont          | Henri Levesque        |                             | 1'21"3 |

## Sources
- Pour les conditions de course et les dernières années du palmarès : site de la SETF
- Pour les courses plus anciennes : archives des quotidiens  (Ouest-France, Sud-Ouest…)